# Лівобережна Україна
Лівобере́жна Украї́на — найменування частини України на лівому березі річки Дніпро у складі Російської імперії в другій половині XVII — XVIII століть, після Андрусівського перемир'я між Московським царством та Річчю Посполитою (1667 року). Називалася також Гетьманщиною.
До історичного регіону Лівобережної України входили території Чернігівської, Полтавської, лівобережної частини Київської й Черкаської областей, Київ з невеликим районом довкола нього на Правобережжі, а також північна частина Дніпропетровської області.
На Лівобережній Україні існувала автономна влада, засади якої склалися під час Визвольної війни українського народу (1648—1657) під проводом Богдана Хмельницького. Головою управління був гетьман, який формально вибирався на генеральній військовій раді. З адміністративної точки зору Лівобережна Україна поділялася на полки (10) і сотні, на чолі яких стояли полковники й сотники. Формально ці посади також були виборними, але фактично їх займали представники козацької старшини, що призначалися гетьманом з наступним затвердженням царським указом.
У 1722–1734 роках тимчасово, а 1764 року — остаточно гетьманське управління було ліквідоване, а його функції передані Малоросійській колегії. Впродовж 1764—1783 років козацький устрій був поступово інкорпорований до РІА. Обмежена автономія Лівобережної України зберігалася до 1781 року, коли вона була розділена на Чернігівське, Новгород-Сіверське й Київське намісництва; у 1796 році стала називатися Малоросійською губернією, розділеною 1802 року на Чернігівську й Полтавську губернії, які входили до Малоросійського генерал-губернаторства.